# Grand Prix Formule 1 van Frankrijk 2018
De Grand Prix Formule 1 van Frankrijk 2018 werd gehouden op 24 juni op het Circuit Paul Ricard. Het was de achtste race van het kampioenschap. Het circuit werd de afgelopen jaren niet gebruikt voor de Formule 1. Tussen 1971 en 1990 werd op het circuit veertien maal de Grand Prix van Frankrijk georganiseerd. Tevens is het voor het eerst sinds 2008 dat er een Grand Prix in Frankrijk plaatsvindt.

## Vrije trainingen

### Uitslagen
- Er wordt enkel de top-5 weergegeven.

| Vrije training 1 | Pos | No | Coureur          | Constructeur       | Tijd     |
| ---------------- | --- | -- | ---------------- | ------------------ | -------- |
| Vrije training 1 | 1   | 44 | Lewis Hamilton   | Mercedes           | 1:32.231 |
| Vrije training 1 | 2   | 77 | Valtteri Bottas  | Mercedes           | 1:32.371 |
| Vrije training 1 | 3   | 3  | Daniel Ricciardo | Red Bull-TAG Heuer | 1:32.527 |
| Vrije training 1 | 4   | 7  | Kimi Räikkönen   | Ferrari            | 1:33.003 |
| Vrije training 1 | 5   | 5  | Sebastian Vettel | Ferrari            | 1:33.172 |
| Vrije training 2 | Pos | No | Coureur          | Constructeur       | Tijd     |
| Vrije training 2 | 1   | 44 | Lewis Hamilton   | Mercedes           | 1:32.539 |
| Vrije training 2 | 2   | 3  | Daniel Ricciardo | Red Bull-TAG Heuer | 1:33.243 |
| Vrije training 2 | 3   | 33 | Max Verstappen   | Red Bull-TAG Heuer | 1:33.271 |
| Vrije training 2 | 4   | 7  | Kimi Räikkönen   | Ferrari            | 1:33.426 |
| Vrije training 2 | 5   | 5  | Sebastian Vettel | Ferrari            | 1:33.689 |
| Vrije training 3 | Pos | No | Coureur          | Constructeur       | Tijd     |
| Vrije training 3 | 1   | 77 | Valtteri Bottas  | Mercedes           | 1:33.666 |
| Vrije training 3 | 2   | 55 | Carlos Sainz jr. | Renault            | 1:34.953 |
| Vrije training 3 | 3   | 16 | Charles Leclerc  | Sauber-Ferrari     | 1:35.012 |
| Vrije training 3 | 4   | 14 | Fernando Alonso  | McLaren-Renault    | 1:36.365 |
| Vrije training 3 | 5   | 5  | Sebastian Vettel | Ferrari            | 1:36.756 |

## Kwalificatie
Lewis Hamilton behaalde voor Mercedes zijn derde pole position van het jaar. Zijn teamgenoot Valtteri Bottas zette de tweede tijd neer, terwijl Ferrari-coureur Sebastian Vettel derde werd. De Red Bull-coureurs Max Verstappen en Daniel Ricciardo kwalificeerden zich als vierde en vijfde, terwijl de andere Ferrari-rijder Kimi Räikkönen zesde werd. Carlos Sainz jr. kwalificeerde zich voor Renault als zevende. Sauber-coureur Charles Leclerc reed een uitstekende kwalificatie en start vanaf de achtste plaats. Haas-coureur Kevin Magnussen was met de negende tijd de laatste coureur die een tijd neerzette, teamgenoot Romain Grosjean crashte in zijn eerste poging om een snelle ronde in Q3 te rijden, en start daardoor vanaf de tiende plek.
Toro Rosso-coureur Brendon Hartley moest alle onderdelen van zijn motor laten vervangen nadat hij aan het eind van de tweede vrije training stilviel, waarbij hij met alle componenten boven het toegestane aantal te gebruiken onderdelen in één seizoen terechtkwam. Hierdoor moest hij de race vanaf de laatste plaats beginnen.

### Kwalificatie-uitslag
| Pos                 | No | Coureur           | Constructeur         | Q1       | Q2       | Q3        | Grid |
| ------------------- | -- | ----------------- | -------------------- | -------- | -------- | --------- | ---- |
| 1                   | 44 | Lewis Hamilton    | Mercedes             | 1:31.271 | 1:30.645 | 1:30.029  | 1    |
| 2                   | 77 | Valtteri Bottas   | Mercedes             | 1:31.776 | 1:31.227 | 1:30.147  | 2    |
| 3                   | 5  | Sebastian Vettel  | Ferrari              | 1:31.820 | 1:30.751 | 1:30.400  | 3    |
| 4                   | 33 | Max Verstappen    | Red Bull-TAG Heuer   | 1:31.531 | 1:30.818 | 1:30.705  | 4    |
| 5                   | 3  | Daniel Ricciardo  | Red Bull-TAG Heuer   | 1:31.910 | 1:31.538 | 1:30.895  | 5    |
| 6                   | 7  | Kimi Räikkönen    | Ferrari              | 1:31.567 | 1:30.772 | 1:31.057  | 6    |
| 7                   | 55 | Carlos Sainz jr.  | Renault              | 1:32.394 | 1:32.016 | 1:32.126  | 7    |
| 8                   | 16 | Charles Leclerc   | Sauber-Ferrari       | 1:32.538 | 1:32.055 | 1:32.635  | 8    |
| 9                   | 20 | Kevin Magnussen   | Haas-Ferrari         | 1:32.169 | 1:31.510 | 1:32.930  | 9    |
| 10                  | 8  | Romain Grosjean   | Haas-Ferrari         | 1:32.083 | 1:31.472 | geen tijd | 10   |
| 11                  | 31 | Esteban Ocon      | Force India-Mercedes | 1:32.786 | 1:32.075 |           | 11   |
| 12                  | 27 | Nico Hülkenberg   | Renault              | 1:32.949 | 1:32.115 |           | 12   |
| 13                  | 11 | Sergio Pérez      | Force India-Mercedes | 1:32.692 | 1:32.454 |           | 13   |
| 14                  | 10 | Pierre Gasly      | Toro Rosso-Honda     | 1:32.447 | 1:32.460 |           | 14   |
| 15                  | 9  | Marcus Ericsson   | Sauber-Ferrari       | 1:32.804 | 1:32.820 |           | 15   |
| 16                  | 14 | Fernando Alonso   | McLaren-Renault      | 1:32.976 |          |           | 16   |
| 17                  | 28 | Brendon Hartley   | Toro Rosso-Honda     | 1:33.025 |          |           | 20   |
| 18                  | 2  | Stoffel Vandoorne | McLaren-Renault      | 1:33.162 |          |           | 17   |
| 19                  | 35 | Sergej Sirotkin   | Williams-Mercedes    | 1:33.636 |          |           | 18   |
| 20                  | 18 | Lance Stroll      | Williams-Mercedes    | 1:33.729 |          |           | 19   |
| 107% tijd: 1:37.659 |    |                   |                      |          |          |           |      |

## Wedstrijd
De race werd gewonnen door Lewis Hamilton, die zijn derde zege van het seizoen behaalde. Max Verstappen eindigde als tweede, terwijl Kimi Räikkönen het podium compleet maakte. Daniel Ricciardo lag lange tijd derde, maar werd in de slotfase van de race ingehaald door Räikkönen en werd vierde. Sebastian Vettel eindigde op de vijfde plaats na een touché met Valtteri Bottas in de eerste bocht van de race, waardoor zij beiden terugvielen naar de laatste plaatsen. Bottas eindigde uiteindelijk als zevende achter Kevin Magnussen. Carlos Sainz jr. eindigde als achtste, nadat hij in de slotfase van de race twee plaatsen moest inleveren vanwege problemen met zijn auto. De top 10 werd afgesloten door zijn teamgenoot Nico Hülkenberg en Charles Leclerc.

### Race-uitslag
| Pos. | No. | Coureur           | Constructeur         | Rondes | Tijd/Oorzaak uitval | Grid | Punten |
| ---- | --- | ----------------- | -------------------- | ------ | ------------------- | ---- | ------ |
| 1    | 44  | Lewis Hamilton    | Mercedes             | 53     | 1:30:11.385         | 1    | 25     |
| 2    | 33  | Max Verstappen    | Red Bull-TAG Heuer   | 53     | +7.090              | 4    | 18     |
| 3    | 7   | Kimi Räikkönen    | Ferrari              | 53     | +25.888             | 6    | 15     |
| 4    | 3   | Daniel Ricciardo  | Red Bull-TAG Heuer   | 53     | +34.736             | 5    | 12     |
| 5    | 5   | Sebastian Vettel  | Ferrari              | 53     | +1:01.935           | 3    | 10     |
| 6    | 20  | Kevin Magnussen   | Haas-Ferrari         | 53     | +1:19.364           | 9    | 8      |
| 7    | 77  | Valtteri Bottas   | Mercedes             | 53     | +1:20.632           | 2    | 6      |
| 8    | 55  | Carlos Sainz jr.  | Renault              | 53     | +1:27.184           | 7    | 4      |
| 9    | 27  | Nico Hülkenberg   | Renault              | 53     | +1:31.989           | 12   | 2      |
| 10   | 16  | Charles Leclerc   | Sauber-Ferrari       | 53     | +1:33.873           | 8    | 1      |
| 11   | 8   | Romain Grosjean   | Haas-Ferrari         | 52     | +1 ronde            | 10   |        |
| 12   | 2   | Stoffel Vandoorne | McLaren-Renault      | 52     | +1 ronde            | 17   |        |
| 13   | 9   | Marcus Ericsson   | Sauber-Ferrari       | 52     | +1 ronde            | 15   |        |
| 14   | 28  | Brendon Hartley   | Toro Rosso-Honda     | 52     | +1 ronde            | 20   |        |
| 15   | 35  | Sergej Sirotkin   | Williams-Mercedes    | 52     | +1 ronde            | 18   |        |
| 16   | 14  | Fernando Alonso   | McLaren-Renault      | 50     | Los wiel            | 16   |        |
| 17   | 18  | Lance Stroll      | Williams-Mercedes    | 48     | Lekke band          | 19   |        |
| DNF  | 11  | Sergio Pérez      | Force India-Mercedes | 27     | Motor               | 13   |        |
| DNF  | 31  | Esteban Ocon      | Force India-Mercedes | 0      | Ongeluk             | 11   |        |
| DNF  | 10  | Pierre Gasly      | Toro Rosso-Honda     | 0      | Ongeluk             | 14   |        |

## Tussenstanden wereldkampioenschap
Betreft tussenstanden voor het wereldkampioenschap na afloop van de race.

### Coureurs
| Positie | No. | Rijder           | Team               | Punten |
| ------- | --- | ---------------- | ------------------ | ------ |
| 01      | 44  | Lewis Hamilton   | Mercedes           | 145    |
| 02      | 5   | Sebastian Vettel | Ferrari            | 131    |
| 03      | 3   | Daniel Ricciardo | Red Bull-TAG Heuer | 96     |
| 04      | 77  | Valtteri Bottas  | Mercedes           | 92     |
| 05      | 7   | Kimi Räikkönen   | Ferrari            | 83     |
| 06      | 33  | Max Verstappen   | Red Bull-TAG Heuer | 68     |
| 07      | 27  | Nico Hülkenberg  | Renault            | 34     |
| 08      | 14  | Fernando Alonso  | McLaren-Renault    | 32     |
| 09      | 55  | Carlos Sainz jr. | Renault            | 28     |
| 10      | 20  | Kevin Magnussen  | Haas-Ferrari       | 27     |

### Constructeurs
| Positie | Team                 | Punten |
| ------- | -------------------- | ------ |
| 01      | Mercedes             | 237    |
| 02      | Ferrari              | 214    |
| 03      | Red Bull-TAG Heuer   | 164    |
| 04      | Renault              | 62     |
| 05      | McLaren-Renault      | 40     |
| 06      | Force India-Mercedes | 28     |
| 07      | Haas-Ferrari         | 27     |
| 08      | Toro Rosso-Honda     | 19     |
| 09      | Sauber-Ferrari       | 13     |
| 10      | Williams-Mercedes    | 4      |